# Исмет Арнауталић
Исмет Нуно Арнауталић је југословенски и босанскохерцеговачки ритам - гитариста, композитор, писац и продуцент.

## Каријера
Прва група, из гимназијских дана (Друга гимназија у Сарајеву), у којој почиње музичку каријеру била је Ехо '61, а већ 1962. године, оснива Индексе у којима је био једини ритам - гитариста. Одласком из групе, након седам година заједничког рада (1969. године), група више није имала ритам - гитаристу. Његова композиција Никада, коју су изводили Индекси, била је прва БиХ поп/рок композиција која је објављена на неком носачу звука (грамофонској плочи). Након тога запошљава се у ТВ Сарајево где је десет година био члан Плесног оркестра, а 1972. године заједно са Гораном Бреговићем оснива групу Јутро која касније постаје Бијело дугме. Брат је чувеног босанскохерцеговачког музичара и композитора Есада Арнауталића.
Као композитор, текстописац и аранжер, сарађивао је многим солистима и групама бивше Југославије. Почетком осамдесетих, почиње да ради на ТВ Сарајево као уредник музичко - забавног програма, а 1987. године постаје уредник Редакције забавног и контакт програма. Био је уредник многих телевизијских и забавно музичких емисија, као што су Поп полигон, Поп нон - стоп, Топ листа надреалиста, Песма Евровизије, а били су запажени и шоу - програми:  Индекси, Бијело дугме, Плави оркестар, Здравко Чолић, Слађана Милошевић, новогодишњи програми...
1986. године, заједно са братом Есадом и режисером Адемиром Кеновићем, а на наговор мајке да направе нешто и заједнички, направили су занимљив музички пројекат који је након телевизијског успеха добио и своје дискографско издање. Реч је о култном пројекту Музика расположења.
Са неколико професионалаца из области музике и филма, оснива филмску компанију СаГА, где је као продуцент реализовао велики број играних и документарних филмова за које је добио и највећу европску филмску награду Felix коју додељује европска филмска академија. Двоструки је добитник босанскохерцеговачке музичке награде Даворин.

## Стваралаштво
- Индекси: Око малих ствари, свађамо се ми, Наше доба
- Јутро: Остајем теби
- Амбасадори: Као ријека
- Јадранка Стојаковић: Прича о нама, Тајна, Живот пише романе, Ријека живота
- Лутајућа срца: Верујем у љубав
- Неда Украден: Нови робинзони
- Жељко Бебек: У суботу, мала